# 海峽兩岸旅遊交流協會
海峽兩岸旅遊交流協會（简称海旅会，缩写为 ）為台海兩岸互設的旅遊辦事處之一方，2006年8月17日成立，由中華人民共和國國家旅游局管轄，海旅会台北办事处为到台观光的大陆游客提供急难救助并协助处理旅游纠纷。
海旅会總部設於北京，正副會長由中国旅游协会正副會長兼任。台湾方面於一周後成立對口單位財團法人台灣海峽兩岸觀光旅遊協會，依循海基會海協會模式。海旅會台北辦事處於2010年5月7日掛牌成立，高雄辦事分處於2014年7月7日掛牌成立。

## 組織性質

### 地位
协会是由地方的旅游行业有关社团组织、企事业单位和个人组成的非赢利性社会团体，实质并无行政职权，该协会没有被授权决定中国大陆居民赴台个人旅游事务的权力，也无被授权公布上级主管机关相关决定的权力。根据《大陆居民赴台湾地区旅游管理办法》，协会仅获授权公布有关旅行社名单。。然而，《海峡两岸旅游交流协会章程》第二章业务范围第六条第九点规定“承办政府主管部门授权的其他工作以及会员等委托的其他事务”。

### 成員
- 会长：　 邵琪伟 -  中国旅游协会会长
- 执行会长： 杜 江 -  中国旅游协会副会长[6]
- 副会长：
  - 段　强 -  北京首都旅游集团有限责任公司董事长
  - 张学武 -  香港中旅（集团）有限公司董事长
  - 俞敏亮 -  上海锦江集团董事长
  - 盖志新 -  中國國旅集團有限公司董事长　中国旅行社协会会长
  - 侣海岩 -  北京昆仑饭店有限公司董事长
- 秘书长： 李世宏 -  国家旅游局港澳台司司长
- 副秘书长： 
  - 刘克智 -  海峡两岸旅游交流协会台北办事处主任
  - 刘志江 -  中国旅游协会秘书长
  - 李亚莹 -  国家旅游局港澳台司副司长
  - 单钢新 -  国家旅游局港澳台司副司长

### 历任台北办事处主任
1. 范贵山（2010年5月7日—2011年2月）
2. 刘克智（2011年2月—2012年）
3. 满宏卫（2012年7月—2017年6月24日）
4. 任佳燕（2017年7月—2023年5月）
5. 何婕（2023年5月—至今）

## 參见
- 海峡两岸关系协会